# Eduard Cristian Zimmermann
Eduard Cristian Zimmermann (n. 18 aprilie 1983, Reșița, Caraș-Severin, România) este un fotbalist român retras din activitate, care a jucat pe post de portar la echipe ca Poli Timișoara, Reșița și CSM Metalul Reșița. Pe plan internațional, are prezențe la națională pentru România Sub-21.

## Carieră
A fost adus la FC Timișoara în vara lui 2003 de la echipa orașului natal, FCM Reșița, debutând în prima ligă în mai 2004, la un meci cu Rapid București. Are șapte selecții la echipa națională de tineret a României. Este poreclit Neamțul, datorită numelui său cu rezonanțe germane.